# Craspedacusta xinyangensis
Craspedacusta xinyangensis är en nässeldjursart som beskrevs av He 1980. Craspedacusta xinyangensis ingår i släktet Craspedacusta och familjen Olindiasidae. Inga underarter finns listade i Catalogue of Life.